# Grafton (Worcestershire)
Grafton – wieś w Anglii, w hrabstwie Worcestershire, w dystrykcie Wychavon. Leży 23 km na południowy wschód od miasta Worcester i 143 km na północny zachód od Londynu.